# 印度尼西亚反共阵线
印度尼西亚反共阵线（缩写为FAKI）是印度尼西亚的一个右翼反共组织。2007年1月，民族解放团结党在日惹举行成立大会，日惹街头出现了百余名身着黑服，且佩带利器的自称是印尼反共阵线的右翼分子，恫言要使用武力阻止该大会的举行。在2014年印度尼西亚总统选举期间，该组织表示其支持的总统竞选人为普拉博沃·苏比安托。